# Bokn
Bokn là một đô thị ở hạt Rogaland, Na Uy. Bokn đã được tách ra từ Skudenes vào năm 1849.
Bokn là một trong những thành phố nhỏ của Rogaland, gồm 3 hòn đảo: Ognøy, Austre (phía đông) Bokn, và Vestre (phía tây) Bokn. Ba hòn đảo được kết nối thông qua cầu đến Tysvær trên đất liền, và các đường cao tốc ven biển chính giữa Stavanger và Bergen bây giờ đi qua Bokn, kết nối phía nam của phà để Rennesøy. Người ta có kế hoạch cụ thể xây dựng một đường hầm dưới biển trực tiếp về phía bắc đại lục của Stavanger.